# Helena Britská
Princezna Helena (Helena Augusta Viktorie; 25. května 1846, Westminster – 9. června 1923, Westminster), později princezna Kristián ze Šlesvicka-Holštýnska, byla třetí dcera a páté dítě královny Viktorie a prince Alberta.
Helena byla vzdělávána soukromými učiteli, které vybral její otec a jeho blízký přítel a poradce baron Stockmar. Dětství strávila se svými rodiči a cestovala mezi různými královskými rezidencemi v Británii. Intimní atmosféra královského dvora skončila 14. prosince 1861, kdy zemřel její otec a matka vstoupila do období intenzivního smutku. Poté, na počátku 60. let 19. století, začala Helena flirtovat s německým knihovníkem prince Alberta Carlem Rulandem. Ačkoli povaha vztahu je z velké části neznámá, dochovaly se Heleniny romantické dopisy Rulandovi. Poté, co se její matka o flirtování dozvěděla, propustila ho a on se vrátil do svého rodného Německa. O tři roky později, 5. července 1866, se Helena provdala za zbídačeného prince Kristiána Šlesvisko-Holštýnského. Pár zůstal v Británii, v dosahu královny, která ráda měla své dcery poblíž. Helena se spolu se svou nejmladší sestrou, princeznou Beatrix, stala královninou neoficiální sekretářkou.
Helena byla nejaktivnější členkou královské rodiny. Byla aktivní patronkou charitativních organizací a byla jedním ze zakládajících členů britského Červeného kříže. Byla zakládající prezidentkou Královské školy vyšívání a prezidentkou Asociace ošetřovatelů dělnické ošetřovny a Královské britské asociace zdravotních sester. V roce 1916 se stala první členkou své rodiny, která oslavila 50. výročí svatby, ale její manžel o rok později zemřel. Helena ho přežila o šest let a zemřela ve věku 77 let v roce 1923.

## Původ a mládí

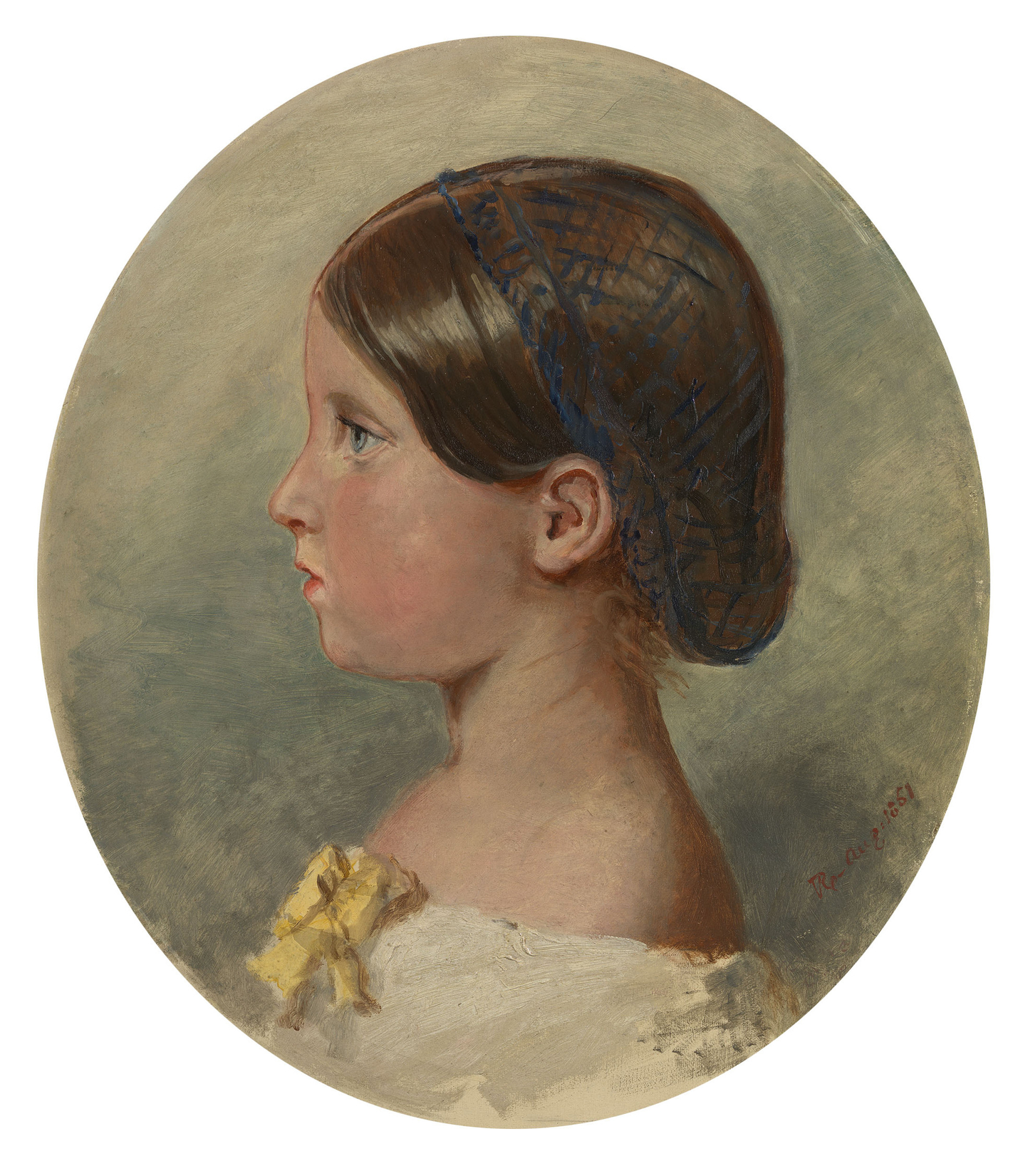
Princezna Helena na portrétu královny Viktorie, 1851

Helena se narodila v Buckinghamském paláci, oficiální královské rezidenci v Londýně, 25. května 1846, den po matčiných 27. narozeninách. Princ Albert svému bratrovi, vévodovi Arnoštovi II. Sasko-Kobursko-Gothajskému, oznámil, že Helena „přišla na svět docela modrá, ale už je docela v pořádku.“ Dodal, že královna trpěla déle a více než jindy a bude muset velmi odpočívat, aby se zotavila. Albert a Viktorie vybrali jméno Helena Augusta Viktorie. Jako dcera panovníka byla Helena od narození stylizována jako Její královská Výsost princezna Helena. Helena byla pokřtěna 25. července 1846 v soukromé kapli v Buckinghamském paláci, jejími kmotry byli dědičný velkovévoda meklenbursko-střelický (manžel sestřenice královny Viktorie), vévodkyně orleánská (kterou zastupovala královnina matka, vévodkyně z Kentu) a vévodkyně z Cambridge (královnina teta).

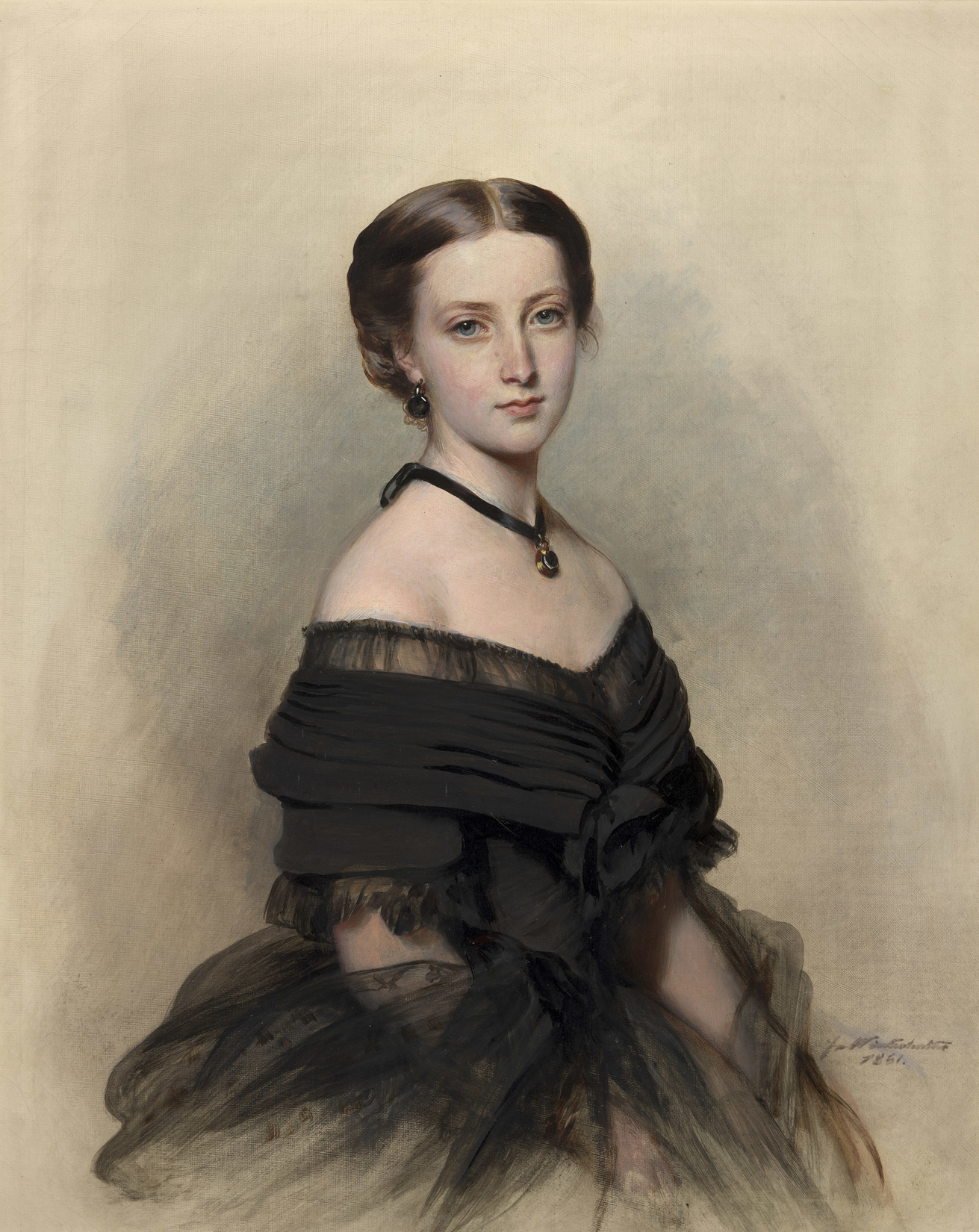
Princezna Helena na portrétu Franze Xavera Winterhaltera, 1861

Helena byla živé a upřímné dítě a na bratrovo škádlení reagovala tím, že ho udeřila do nosu. Mezi její rané talenty patřilo kreslení. Lady Augusta Stanleyová, dvorní dáma královny, se příznivě vyjádřila o výtvarných dílech tříleté Heleny.
Stejně jako její sestry uměla již v raném věku hrát na klavír na vysoké úrovni. Mezi její další zájmy patřila věda a technika, které sdílel i její otec princ Albert, a jízda na koni a plavba lodí, což byly dvě její oblíbené dětské činnosti. Po narození princezny Luisy v roce 1848 se však Helena stala prostřední dcerou a její schopnosti byly zastíněny jejími umělečtějšími sestrami.

### Smrt prince Alberta
Helenin otec, princ Albert, zemřel 14. prosince 1861. Královna byla zdrcená a nařídila, aby se její domácnost spolu s dcerami přestěhovala z Windsoru do Osborne House, královnina sídla na ostrově Wight. Také Helenin zármutek byl hluboký a o měsíc později napsala své přítelkyni: „To, co jsme ztratili, nemůže nic nahradit a náš žal je nejhorší, nejhořčejší... Zbožňovala jsem tatínka, milovala jsem ho víc než cokoli na světě, jeho slovo bylo nejsvětějším zákonem a on byl mým pomocníkem a rádcem... Tyto hodiny byly nejšťastnější v mém životě, a teď je všemu, všemu konec."
Královna se spoléhala na svou druhou nejstarší dceru princeznu Alici jako na neoficiální sekretářku, ale Alice potřebovala vlastní asistentku. Ačkoli Helena byla další nejstarší, Viktorie ji považovala za nespolehlivou, protože nedokázala dlouho vydržet, aniž by propukla v pláč, proto byla vybrána Luisa, aby převzala tuto roli místo ní. Alice se v roce 1862 provdala za prince Ludvíka Hesenského, načež Helena převzala roli - jeden životopisec ji označil za „berličku“ matčina stáří - po matčině boku. V této roli vykonávala drobné sekretářské úkoly, například psala královniny dopisy, pomáhala jí s politickou korespondencí a dělala jí společnost.

## Manželství

### Kontroverze
Princezna Helena začala brzy flirtovat s bývalým knihovníkem svého otce Carlem Rulandem poté, co byl v roce 1859 na doporučení barona Stockmara jmenován do královské domácnosti. Byl natolik důvěryhodný, že učil němčinu Helenina bratra, mladého prince z Walesu, a královna ho označila za užitečného a schopného. Když královna zjistila, že se Helena ke královskému sluhovi romanticky přimkla, byl okamžitě propuštěn zpět do rodného Německa a královnina nepřátelství se nikdy nezbavil.
Po Rulandově odchodu v roce 1863 hledala královna pro Helenu manžela. Jako prostřední dítě však měla jen malé vyhlídky na mocné spojenectví s některým z evropských královských rodů. Obavy vzbuzoval i její vzhled, neboť v patnácti letech ji její životopisec popisoval jako baculatou, zavalitou a s dvojitou bradou. Viktorie navíc trvala na tom, že Helenin budoucí manžel musí být připraven žít v blízkosti královny, a udržet tak dceru v její blízkosti. Její volba nakonec padla na prince Kristiána Šlesvicko-Holštýnského; tento sňatek však byl politicky nepohodlný a způsobil vážný rozkol v královské rodině.

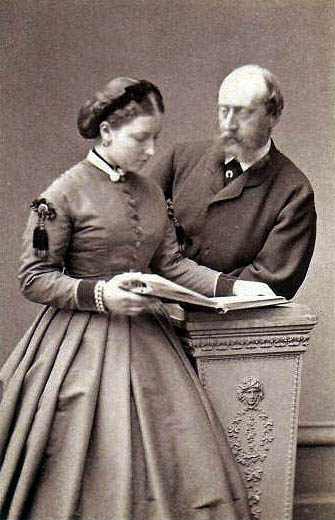
Princezna Helena se svým snoubencem princem Kristiánem Šlesvicko-Holštýnským, 1865

Šlesvicko a Holštýnsko byla dvě území, o která bojovalo Prusko a Dánsko během první a druhé prusko-dánské války. V té druhé Prusko a Rakousko Dánsko porazily, ale vévodství si nárokovalo Rakousko pro rodinu prince Kristiána. Po prusko-rakouské válce, v níž Prusko vpadlo do vévodství a obsadilo je, se však stala pruskými, ale titul vévody šlesvicko-holštýnského si stále nárokovala rodina prince Kristiána.
Sňatek proto vyděsil dceru dánského krále Kristiána IX., Alexandru, princeznu z Walesu, která vykřikla: ,,Vévodství patří tatínkovi". Alexandra našla podporu u svého manžela, jeho bratra prince Alfréda a jeho sestry, princezny Alice, která otevřeně obvinila svou matku, že obětovala Helenino štěstí pro královnino pohodlí. Alice také tvrdila, že by to snížilo již tak nízkou popularitu její sestry, pruské korunní princezny, u berlínského dvora. Nicméně, a to nečekaně, korunní princezna, která byla po mnoho let osobní přítelkyní Kristiánovy rodiny, horlivě podporovala navrhované spojenectví.
Navzdory politickým sporům a jejich věkovému rozdílu - byl o patnáct let starší než ona - byla Helena s Kristiánem šťastná a byla rozhodnuta se za něj provdat. Jako mladší syn nevládnoucího vévody mohl díky absenci jakýchkoli zahraničních závazků zůstat trvale v Británii - což byl královnin hlavní zájem - a ona prohlásila, že sňatek bude pokračovat. Helena a Kristián byli příbuzní z třetího kolena po Fridrichovi, princi z Walesu. Vztahy mezi Helenou a Alexandrou zůstaly napjaté a Alexandra nebyla připravena přijmout Kristiána (který byl rovněž Alexandřiným bratrancem z třetího kolena po dánském králi Fridrichu V.) ani jako bratrance, ani jako švagra. Královna nikdy neodpustila princezně z Walesu obvinění z majetnictví a krátce poté napsala o Walesových: „Bertie je nanejvýš laskavý a milý, ale Alix rozhodně není taková, jaká by měla být. Bude trvat dlouho, pokud vůbec, než získá zpět mou důvěru."

### Zasnoubení a svatba

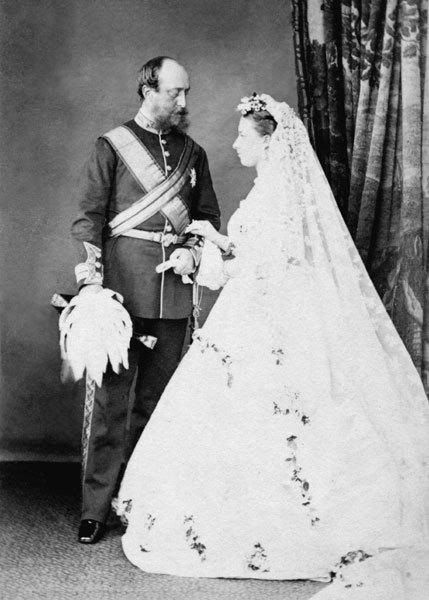
Svatební fotografie princezny Heleny a prince Kristiána, 1866

Zasnoubení bylo oznámeno 5. prosince 1865, a přestože princ z Walesu původně odmítl účast, princezna Alice zasáhla a svatba se šťastně vydařila. Královna povolila, aby se obřad konal na hradě Windsor, i když v soukromé kapli, nikoli ve velkolepější kapli svatého Jiří, 5. července 1866. Královna vystřídala své černé smuteční šaty bílým smutečním čepcem, který si přehodila přes záda. Hlavní účastníci se sešli v kapli a vytvořili podívanou, kterou narušilo jen náhlé zmizení prince George, vévody z Cambridge, který dostal náhlý záchvat dny. Kristián vstoupil do kaple se svými dvěma příznivci, princem Eduardem Sasko-Výmarským a princem Fridrichem Šlesvicko-Holštýnským, a Helenu odváděla její matka, která ji doprovázela k oltáři spolu s princem z Walesu a osmi družičkami. Kristián vypadal starší, než byl, a jeden z hostů poznamenal, že Helena vypadá, jako by si brala starého strýce. Když byl totiž poprvé povolán do Británie, domníval se, že si ho ovdovělá královna prohlíží spíše jako nového manžela pro sebe než jako kandidáta pro jednu ze svých dcer. Manželé strávili první noc svého manželského života v Osborne House a poté absolvovali líbánky v Paříži, Interlakenu a Janově.

### Manželský život
Helena a Kristián si byli oddáni a ve srovnání s Heleninými sestrami vedli klidný život. Po svatbě se usadili v Cumberland Lodge ve Windsor Great Parku, tradičním sídle strážce Windsor Great Parku, což byla čestná funkce, kterou Kristiánovi udělila královna. Při pobytu v Londýně bydleli v Belgickém apartmá v Buckinghamském paláci. 
Manželé měli šest dětí:
- 1. Kristián Viktor (14. 4. 1867 Windsor – 29. 10. 1900 Pretorie) zemřel na tyfus během vojenské služby, svobodný a bezdětný[2]
- 2. Albert (26. 2. 1869 Windsor – 27. 4. 1931 Primkenau), hlava rodu Oldenburků, šlesvicko-holštýnský vévoda od roku 1921 až do své smrti, zemřel svobodný, ale měl nemanželskou dceru[3]
- 3. Helena Viktorie (3. 5. 1870 Windsor – 13. 3. 1948 Londýn), svobodná a bezdětná[4]
- 4. Marie Louisa (12. 8. 1872 Windsor – 8. 12. 1956 Londýn)[5] ⚭ 1891 Aribert Anhaltský (18. 6. 1866 Wörlitz – 24. 12. 1933 Mnichov)[6]
- 5. Harald (12. 5. 1876 Windsor – 20. 5. 1876 tamtéž)[7]
- 6. mrtvě narozený syn (*/† 7. 5. 1877 Windsor)[8]

Helena, jak slíbila, žila v královnině blízkosti a ona i princezna Beatrix pro ni vykonávaly povinnosti. Beatrix, kterou si Viktorie připravila pro hlavní roli po svém boku, vykonávala důležitější povinnosti a Helena přebírala drobnější záležitosti, na které Beatrix neměla čas. V pozdějších letech Heleně pomáhala její neprovdaná dcera Helena Viktorie, které královna v posledních měsících svého života diktovala svůj deník.

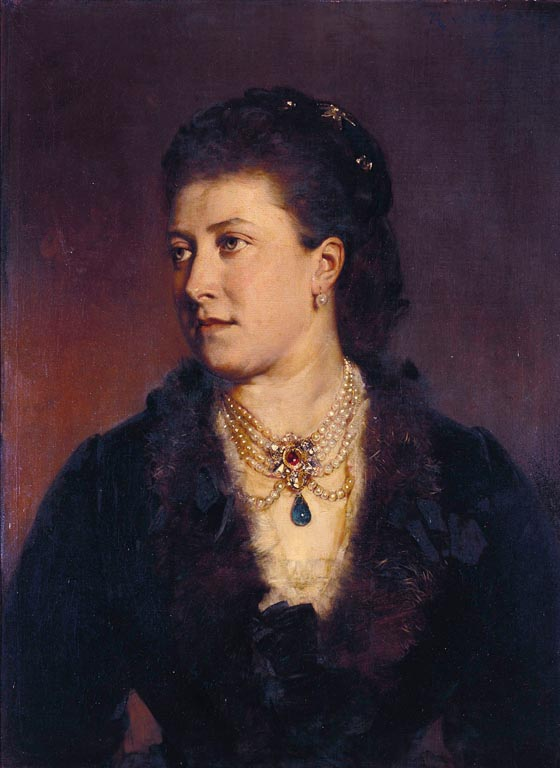
Princezna Helena na portrétu Heinricha von Angeliho, 1875

Helenino zdraví nebylo pevné a byla závislá na opiu a laudanu. Královna však nevěřila, že je Helena skutečně nemocná, a obviňovala ji z hypochondrie, kterou podporoval její shovívavý manžel. Ne všechny její zdravotní obavy byly jen důsledkem hypochondrie; v roce 1869 musela zrušit cestu na zámek Balmoral, když se jí udělalo špatně na nádraží. V roce 1870 trpěla těžkým revmatismem a problémy s klouby. V červenci 1871 trpěla ucpáním plic a v roce 1873 se musela v důsledku nemoci zotavovat ve Francii a v roce 1880 odcestovala do Německa, aby navštívila očního lékaře.

## Aktivity a záliby

### Ošetřovatelství
Helena se velmi zajímala o ošetřovatelství a v roce 1870 byla zakládající předsedkyní Dámského výboru britského Červeného kříže, který se aktivně podílel na náboru zdravotních sester a organizování pomoci během prusko-francouzské války. Následně se stala předsedkyní Britské asociace sester (RBNA) při jejím založení v roce 1887. Byla silnou zastánkyní registrace zdravotních sester, proti níž se postavila jak Florence Nightingaleová, tak přední osobnosti veřejného života. V projevu, který Helena pronesla v roce 1893, dala jasně najevo, že RBNA usiluje o „zlepšení vzdělání a postavení těch oddaných a obětavých žen, které celý svůj život zasvětily péči o nemocné, trpící a umírající.“ Ve stejném projevu varovala před opozicí a zkreslováním, s nimiž se setkaly. Ačkoli RBNA byla pro registraci jako prostředek k posílení a zaručení profesního postavení vyškolených sester, její začlenění do Tajné rady jí umožnilo vést spíše seznam než formální registr sester.
Po smrti královny Viktorie v roce 1901 trvala nová královna Alexandra na tom, aby Helenu nahradila ve funkci předsedkyně armádní ošetřovatelské služby. To vedlo k další roztržce mezi královskými dámami, přičemž král Eduard VII. se ocitl uprostřed sporu mezi svou sestrou a manželkou. V souladu s hodností však Helena souhlasila s rezignací v Alexandřin prospěch a ponechala si předsednictví armádní ošetřovatelské rezervy. 
RBNA postupně upadala po vydání zákona o registraci sester v roce 1919; po šesti neúspěšných pokusech v letech 1904-1918 britský parlament schválil zákon umožňující formální registraci sester. Vznikla tak Královská vysoká škola ošetřovatelství (RCN) a RBNA ztratila členství i dominantní postavení. Helena podporovala navrhované sloučení RBNA s novou RCN, ale to se ukázalo jako neúspěšné, když RBNA od jednání odstoupila. Zůstala však aktivní v jiných ošetřovatelských organizacích.

### Vyšívání
Helena se také aktivně podílela na propagaci vyšívání a v roce 1872 se stala první prezidentkou nově založené Školy uměleckého vyšívání , která v roce 1876 získala přídomek „královská“ a stala se Královskou školou vyšívání (Royal School of Needlework). Podle Heleniných slov bylo cílem školy: „za prvé oživit krásné umění, které bylo téměř ztraceno, a za druhé jeho oživením poskytnout zaměstnání šlechtičnám, které neměly prostředky k vhodnému živobytí."
Stejně jako v případě jiných organizací byla aktivní předsedkyní a snažila se, aby škola byla na stejné úrovni jako ostatní školy. Osobně psala královským komisařům žádosti o peníze; například v roce 1895 požádala a získala 30 000 liber na stavbu budovy školy v Jižním Kensingtonu. Její královský status napomohl její propagaci a ve škole pořádala čtvrteční odpolední čajové dýchánky pro dámy ze společnosti, které se chtěly být viděny v přítomnosti královských osobností, jako byla princezna Helena. Když se konal vánoční bazar, působila jako hlavní prodavačka a vytvářela dlouhé fronty lidí, kteří toužili být osobně obslouženi.
Helena se snažila pomáhat dětem a nezaměstnaným a začala pro ně pořádat bezplatné večeře ve Windsorské radnici. Předsedala dvěma takovým večeřím v únoru a březnu 1886 a během kruté zimy toho roku bylo dětem a nezaměstnaným mužům podáno přes 3 000 jídel. Díky své charitativní činnosti se stala mezi lidmi oblíbenou; současný autor C. W. Cooper napsal, že chudí ve Windsoru ji zbožňovali.

### Překladatelská činnost
K Heleniným dalším zájmům patřilo psaní, zejména překládání. V roce 1867, kdy vznikl první životopis jejího otce, prince Alberta, autor sir Charles Grey poznamenal, že princovy dopisy přeložila Helena (z němčiny do angličtiny) s překvapivou přesností. Následovaly další překlady a v roce 1887 vydala překlad Paměti Vilelmíny, markraběnky z Bayreuthu. Posledního překladu se ujala v roce 1882, a to německé brožury o první pomoci zraněnému, kterou původně vydal Kristiánův švagr. Do roku 1906 byla několikrát znovu vydána.
Po zveřejnění dopisů princezny Alice vznikl problém s autorskými právy. V roce 1883 vydal výběr jejích dopisů německý duchovní Carl Sell. Helena poté požádala o povolení přeložit německý text do angličtiny, což jí bylo umožněno, ale bez vědomí nakladatele Bergsträssera. Ten si nárokoval práva na dopisy a požadoval odklad vydání. Bergsträsser nakonec souhlasil s finanční kompenzací. Královna a Helena odmítly jednat o autorských právech, pouze o Sellově předmluvě. V roce 1884 Bergsträsser přijal honorář a vydání proběhlo. Kniha se rychle vyprodala a druhé vydání už obsahovalo Heleniny paměti místo Sellova životopisu, čímž se vyhnuli dalším sporům.

## Pozdější léta života

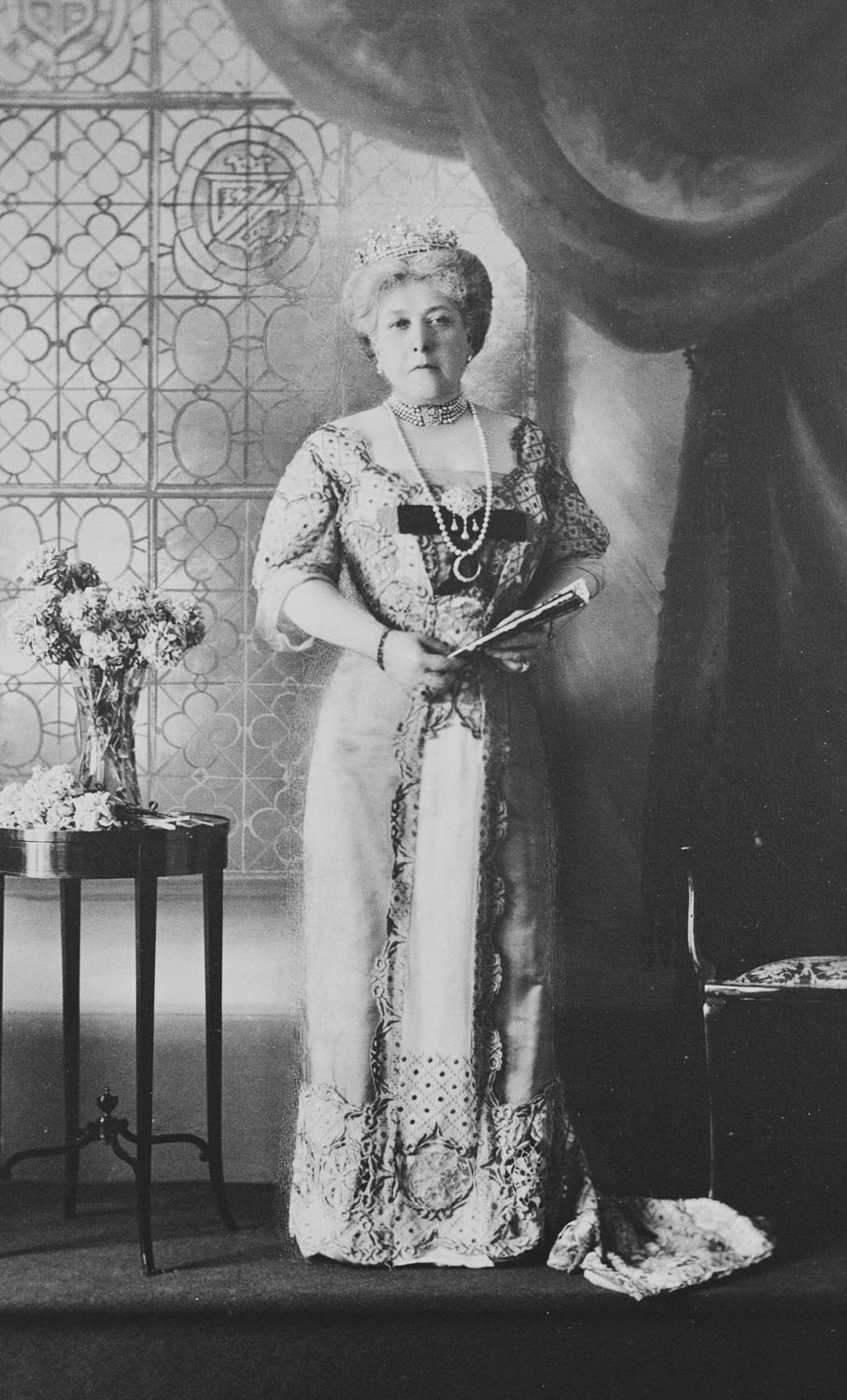
Princezna Helena, 1911

V roce 1900 zemřel Helenin nejoblíbenější syn, princ Kristián Viktor, a o tři měsíce později zemřela v Osborne House její matka, královna Viktorie, 22. ledna 1901. Nový král Eduard VII. neměl se svými pozůstalými sestrami, s výjimkou princezny Luisy, blízké vztahy. Helenin synovec, princ Alexander z Battenbergu (pozdější markýz z Carisbrooke) zaznamenal, že královna Alexandra žárlila na královskou rodinu a nezvala své švagrové do Sandringhamu. Navíc se Alexandra nikdy plně nesmířila s Helenou a Kristiánem po jejich manželském sporu v 60. letech 19. století.
Helena se s přeživšími sourozenci vídala poměrně málo a nadále působila jako opora monarchie a aktivistka mnoha charitativních organizací, které zastupovala. S Kristiánem vedli klidný život, ale uskutečnili několik královských akcí. Při jedné takové příležitosti starší manželé zastupovali krále na stříbrném výročí svatby císaře Viléma II. (Helenina synovce) a jeho manželky Augusty Viktorie (Kristiánovy neteře) v roce 1906. Během eduardovského období Helena navštívila hrob svého syna, prince Kristiána Viktora, který zemřel v roce 1900 po onemocnění malárií během služby ve druhé búrské válce. Setkal se s ní jihoafrický premiér Louis Botha, ale Jan Smuts se s ní odmítl setkat, částečně proto, že byl rozhořčen, že Jihoafrická republika prohrála válku, a částečně proto, že jeho syn zemřel v britském koncentračním táboře.
Před první světovou válkou byla jednou z mála příbuzných z matčiny strany, ke kterým měl blízko její synovec císař Vilém II. Když přivítal své první dítě, šel proti pruské tradici a požádal Helenu, nikoli svou matku, aby jeho synovi přidělila chůvu, což vyvolalo rodinný skandál.
Král Eduard zemřel v roce 1910 a čtyři roky po jeho smrti začala první světová válka. Helena se věnovala ošetřovatelství a její dcera, princezna Marie Louisa, ve svých pamětech zaznamenala, že Helenu a její sestry dostihly žádosti o zprávy o blízkých. Bylo rozhodnuto, že dopisy budou předávány švédské korunní princezně Markétě, neteři princezny Heleny, protože Švédsko bylo během války neutrální. Právě během války slavili Helena a Kristián v roce 1916 zlaté výročí svatby, a přestože Británie a Německo byly ve válce, císař Vilém II. poslal své tetě a strýci blahopřejný telegram prostřednictvím švédské korunní princezny. 
V roce 1917, v reakci na vlnu protiněmeckých nálad, které provázely válku, změnil Jiří V. rodové jméno ze Sasko-Kobursko-Gothajské dynastie na Windsorskou. Zbavil se také německých rodinných titulů a stylů, takže Helena a její dcery se staly jednoduše princeznou Helenou, princeznou Helenou Viktorií a princeznou Marií Luisou bez územního označení. Helenin přeživší syn Albert bojoval na straně Prusů, ačkoli dal jasně najevo, že nebude bojovat proti zemi své matky. Téhož roku, 28. října, zemřel v domě Schomberg princ Kristián. Poslední léta života strávila Helena spory s komisaři, kteří se ji snažili ze Schomberg House a Cumberland Lodge vystrnadit kvůli nákladům na provoz domácnosti. Neuspěli, neboť se ukázaly jasné důkazy o jejím právu žít v těchto sídlech doživotně.

## Smrt
Princezna Helena zemřela v domě Schomberg 9. června 1923 ve věku 77 let. Její pohřeb, který její životopisec Seweryn Chomet popsal jako „velkolepě zinscenovanou scénu“, vedl král Jiří V. Pluk jejího nejoblíbenějšího syna, prince Kristiána Viktora, lemoval schody kaple svatého Jiří na hradě Windsor. Ačkoli bylo její tělo původně 15. června 1923 pohřbeno v královské hrobce u svatého Jiří, po jejím vysvěcení 23. října 1928 bylo znovu pohřbeno na královském pohřebišti ve Frogmore.

## Vývod z předků
|                |                                      |  |                             |                                              |  |  |  |  |  |  |  | Arnošt Fridrich Sasko-Kobursko-Saalfeldský |
|                |                                      |  |                             |                                              |  |  |  |  |  |  |  |                                            |
|                | František Sasko-Kobursko-Saalfeldský |  |                             |                                              |  |  |  |  |  |  |  |                                            |
|                |                                      |  |                             |                                              |  |  |  |  |  |  |  |                                            |
|                |                                      |  |                             | Žofie Antonie Brunšvicko-Wolfenbüttelská     |  |  |  |  |  |  |  |                                            |
|                |                                      |  |                             |                                              |  |  |  |  |  |  |  |                                            |
|                | Arnošt I. Sasko-Kobursko-Gothajský   |  |                             |                                              |  |  |  |  |  |  |  |                                            |
|                |                                      |  |                             |                                              |  |  |  |  |  |  |  |                                            |
|                |                                      |  |                             | Jindřich XXIV. Reuss-Ebersdorf               |  |  |  |  |  |  |  |                                            |
|                |                                      |  |                             |                                              |  |  |  |  |  |  |  |                                            |
|                | Augusta Reuss Ebersdorf              |  |                             |                                              |  |  |  |  |  |  |  |                                            |
|                |                                      |  |                             |                                              |  |  |  |  |  |  |  |                                            |
|                |                                      |  |                             | Karolína Ernestina Erbašsko-Schönberská      |  |  |  |  |  |  |  |                                            |
|                |                                      |  |                             |                                              |  |  |  |  |  |  |  |                                            |
|                | Albert Sasko-Kobursko-Gothajský      |  |                             |                                              |  |  |  |  |  |  |  |                                            |
|                |                                      |  |                             |                                              |  |  |  |  |  |  |  |                                            |
|                |                                      |  |                             | Arnošt II. Sasko-Gothajsko-Altenburský       |  |  |  |  |  |  |  |                                            |
|                |                                      |  |                             |                                              |  |  |  |  |  |  |  |                                            |
|                | Augustus Sasko-Gothajsko-Altenburský |  |                             |                                              |  |  |  |  |  |  |  |                                            |
|                |                                      |  |                             |                                              |  |  |  |  |  |  |  |                                            |
|                |                                      |  |                             | Šarlota Sasko-Meiningenská                   |  |  |  |  |  |  |  |                                            |
|                |                                      |  |                             |                                              |  |  |  |  |  |  |  |                                            |
|                | Luisa Sasko-Gothajsko-Altenburská    |  |                             |                                              |  |  |  |  |  |  |  |                                            |
|                |                                      |  |                             |                                              |  |  |  |  |  |  |  |                                            |
|                |                                      |  |                             | Fridrich František I. Meklenbursko-Zvěřínský |  |  |  |  |  |  |  |                                            |
|                |                                      |  |                             |                                              |  |  |  |  |  |  |  |                                            |
|                | Luisa Šarlota Meklenbursko-Zvěřínská |  |                             |                                              |  |  |  |  |  |  |  |                                            |
|                |                                      |  |                             |                                              |  |  |  |  |  |  |  |                                            |
|                |                                      |  |                             | Luisa Sasko-Gothajsko-Altenburská            |  |  |  |  |  |  |  |                                            |
|                |                                      |  |                             |                                              |  |  |  |  |  |  |  |                                            |
| Helena Britská |                                      |  |                             |                                              |  |  |  |  |  |  |  |                                            |
|                |                                      |  |                             |                                              |  |  |  |  |  |  |  |                                            |
|                |                                      |  | Frederik Ludvík Hannoverský |                                              |  |  |  |  |  |  |  |                                            |
|                |                                      |  |                             |                                              |  |  |  |  |  |  |  |                                            |
|                | Jiří III.                            |  |                             |                                              |  |  |  |  |  |  |  |                                            |
|                |                                      |  |                             |                                              |  |  |  |  |  |  |  |                                            |
|                |                                      |  |                             | Augusta Sasko-Gothajská                      |  |  |  |  |  |  |  |                                            |
|                |                                      |  |                             |                                              |  |  |  |  |  |  |  |                                            |
|                | Eduard August Hannoverský            |  |                             |                                              |  |  |  |  |  |  |  |                                            |
|                |                                      |  |                             |                                              |  |  |  |  |  |  |  |                                            |
|                |                                      |  |                             | Karel Ludvík Fridrich Meklenbursko-Střelický |  |  |  |  |  |  |  |                                            |
|                |                                      |  |                             |                                              |  |  |  |  |  |  |  |                                            |
|                | Šarlota Meklenbursko-Střelická       |  |                             |                                              |  |  |  |  |  |  |  |                                            |
|                |                                      |  |                             |                                              |  |  |  |  |  |  |  |                                            |
|                |                                      |  |                             | Alžběta Sasko-Hildburghausenská              |  |  |  |  |  |  |  |                                            |
|                |                                      |  |                             |                                              |  |  |  |  |  |  |  |                                            |
|                | královna Viktorie                    |  |                             |                                              |  |  |  |  |  |  |  |                                            |
|                |                                      |  |                             |                                              |  |  |  |  |  |  |  |                                            |
|                |                                      |  |                             | Arnošt Fridrich Sasko-Kobursko-Saalfeldský   |  |  |  |  |  |  |  |                                            |
|                |                                      |  |                             |                                              |  |  |  |  |  |  |  |                                            |
|                | František Sasko-Kobursko-Saalfeldský |  |                             |                                              |  |  |  |  |  |  |  |                                            |
|                |                                      |  |                             |                                              |  |  |  |  |  |  |  |                                            |
|                |                                      |  |                             | Sofie Antonie Brunšvicko-Wolfenbüttelská     |  |  |  |  |  |  |  |                                            |
|                |                                      |  |                             |                                              |  |  |  |  |  |  |  |                                            |
|                | Viktorie Sasko-Kobursko-Saalfeldská  |  |                             |                                              |  |  |  |  |  |  |  |                                            |
|                |                                      |  |                             |                                              |  |  |  |  |  |  |  |                                            |
|                |                                      |  |                             | Jindřich XXIV. Reuss-Ebersdorf               |  |  |  |  |  |  |  |                                            |
|                |                                      |  |                             |                                              |  |  |  |  |  |  |  |                                            |
|                | Augusta Reuss Ebersdorf              |  |                             |                                              |  |  |  |  |  |  |  |                                            |
|                |                                      |  |                             |                                              |  |  |  |  |  |  |  |                                            |
|                |                                      |  |                             | Karolína Ernestina Erbašsko-Schönberská      |  |  |  |  |  |  |  |                                            |
|                |                                      |  |                             |                                              |  |  |  |  |  |  |  |                                            |